# Transamerica Corporation

Logo von Transamerica

Die Transamerica Corporation ist ein US-amerikanisches Finanzdienstleistungs- und Versicherungsunternehmen. Es ist 1956 entstanden, als die Bank of America durch die neue Gesetzgebung gezwungen wurde, sich von den Aktivitäten außerhalb des Kreditwesens zu trennen. Der Unternehmenssitz ist San Francisco, das Bürohochhaus Transamerica Pyramid gehört zu den Wahrzeichen der Stadt.
Im Jahr 1967 wurde die United Artists und im Jahr 1968 die Fluggesellschaft Trans International Airlines übernommen. Das bisherige Management unter Arthur Krim und Robert Benjamin verblieb im Filmunternehmen, doch nachdem es 1978 zu Meinungsverschiedenheiten zwischen dem Eigentümer Transamerica Corporation auf der einen Seite und dem Führungspersonal der United Artists auf der anderen kam, verabschiedete sich dieses und gründete die Orion Pictures Corporation. Unter der neuen Geschäftsführung wurde die Produktion des Westerns Heaven’s Gate beschlossen. Dieser Film führte durch massive Budgetüberschreitungen und den geringen Einspielerfolg zu einem bisher unbekannten Bilanzverlust der United Artists. Entgegen vielen Befürchtungen bedeutete der Flop jedoch nicht den Konkurs des Filmunternehmens United Artists, sorgte aber für Unmut beim Eigentümer und so 1980 zum Verkauf des Tochterunternehmens an Metro-Goldwyn-Mayer.
Im Juli 1999 ging das Unternehmen in den Besitz der AEGON N.V. über. Das niederländische Unternehmen gehört zu den weltweit größten Lebensversicherungsunternehmen.